# 上海中医药博物馆

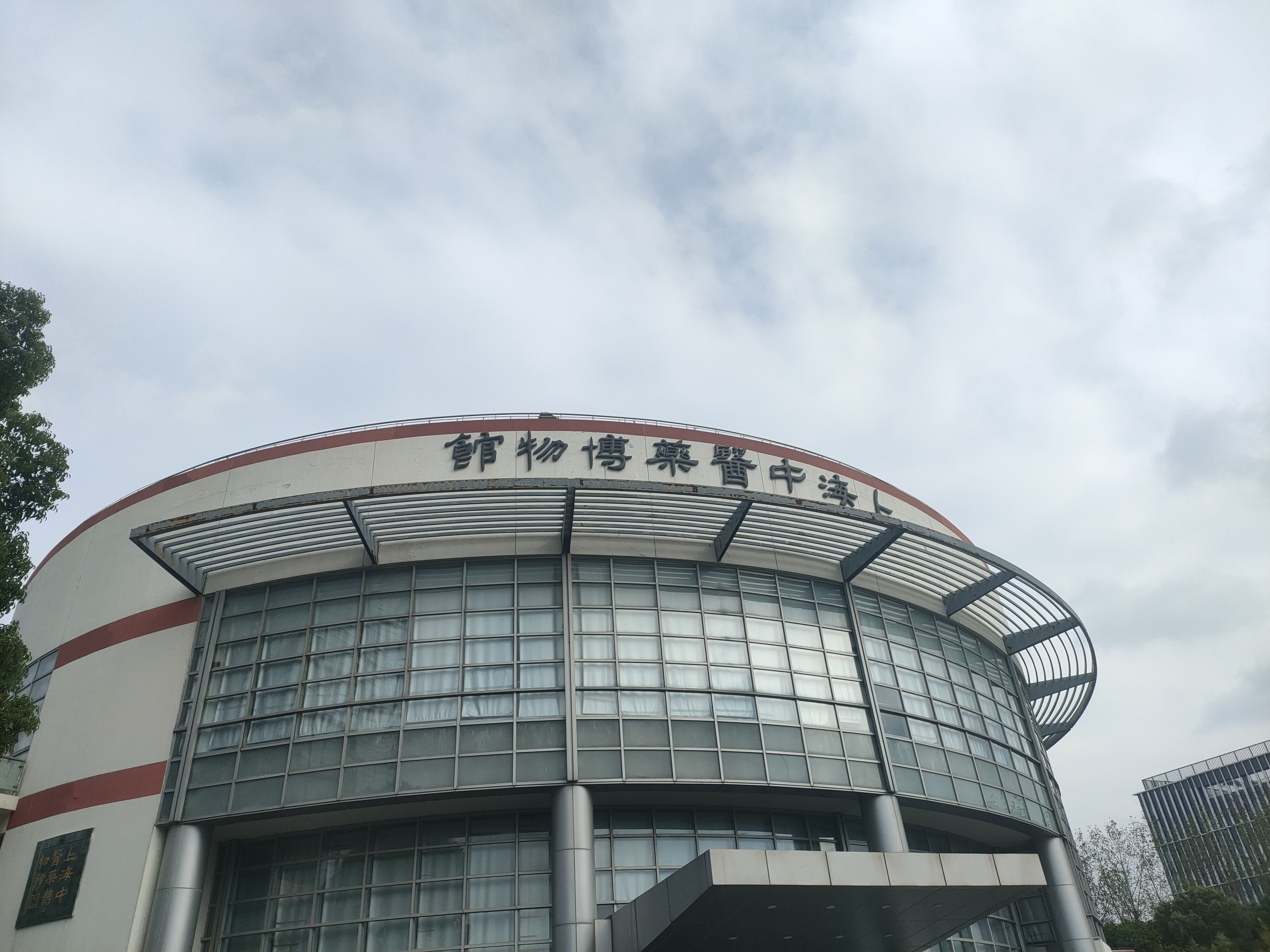
上海中医药博物馆

上海中医药博物馆（英語：SHANGHAI MUSEUM OF TCM）位于上海市浦东新区蔡伦路1200号，依托上海中医药大学建立，是一家专门介绍中医学和中药学的博物馆。

## 历史
馆内设有9个展区和科普活动室，并建有图书资料室、多功能讲演厅、文物库房、多媒体演示教学设施等。建筑装修和陈列展览总投资2400余万元，其中上海中医药大学出资约2000万元，上海市科委、市文管委和浦东新区政府资助近400万元。

## 场馆介绍
上海中医药博物馆可追溯到1938年7月成立的中华医学会医史博物馆，现有的博物馆占地面积2200平方米，建筑面积为6400平方米，展示面积4000平方米，于2005年3月起对公众开放。博物馆一楼是医史综合馆，介绍了中医药学发展历史，以及重要的发明和知名的医药学家。二楼有五个专题展馆，分别是养生康复、针灸推拿、中医文化、中药方剂、中医科教。三楼有校史陈列馆，主要介绍上海中医药大学的发展历史，另外有中药标本陈列馆和中药科普活动室。博物馆还有一个占地面积约9300平米的“百草园·杏林苑”，种植有数百种中医药植物。

## 参观信息
- 开放时间：周二至周日9:00－16:00。
- 公共交通：公交609路、大桥五、六路。